# Formal Structures for Computation and Deduction
La conférence Formal Structures for Computation and Deduction  (abrégée en FSCD) est une conférence scientifique dans le domaine de l’informatique théorique. Elle est issue de la fusion, en 2016, de deux conférences plus anciennes : Rewriting Techniques and Applications (RTA) et Typed Lambda Calculi and Applications (TLCA). Les deux conférences existaient depuis 1983 pour RTA et 1993 pour TLCA. La fusion a pour but de combiner les thématiques et de les élargir ; les deux conférences avaient lieu en mêmes temps et lieux depuis 2003 ; elles étaient regroupées, avec d'autres conférences, sous le nom Federated Conference on Rewriting, Deduction and Programming (RDP).

## Organisation
Les articles sont sélectionnés par les pairs, et les présentations retenues sont publiées dans les actes. En 2016, un total de 82 soumissions (77 articles et 5 descriptions de systèmes) ont été enregistrées, proposées par des auteurs de 27 pays. Avec l'aide de 103 rapporteurs, chaque article a été examiné par au moins trois experts. Au total, 28 communications régulières, soit 32 % et 4 descriptions de systèmes ont été retenues. En plus du programme principal, cette conférence présentait 11 workshops sur un large spectre de sujets voisins.
Comme d'usage, des conférenciers invités délivrent des conférences plénières. Un Best-Student-Paper Award et un  Best-Paper award sont décernés.  Les actes du colloque sont publiés par le Leibniz-Zentrum für Informatik dans la collection Leibniz International Proceedings in Informatics (LIPcs)
Un steering committee veille à la constance de la série de conférences.

## Colloques de cette nouvelle série
- 2016 - Porto, Portugal,
- 2017 - Oxford, Royaume-Uni, conjointement avec la 22e ACM SIGPLAN International Conference on Functional Programming.
- 2018 - Oxford également, conjointement avec la Federated Logic Conference 2018

## Article lié
- Liste des principales conférences d'informatique théorique